# لانس بانينج
لانس بانينج (بالهولندية: Lance Banning)‏ هو مؤرخ هولندي، ولد في 24 يناير 1942، وتوفي في 31 يناير 2006.